# Българска армия (газета)
«Българска армия» — еженедельная газета, официальное издание вооружённых сил Болгарии и министерства обороны Болгарии.

## История
Издание газеты для военнослужащих болгарской армии организовал в 1892 году начальник учебного отдела Генерального штаба Болгарии подполковник Радко Димитриев, первый номер газеты «Военни известия» вышел 14 февраля 1892 года. В дальнейшем, газета получила новое название - «Българска армия».
После окончания первой мировой войны, в 1919 году газета получила новое наименование: «Народна отбрана».
После перехода Болгарии на сторону Антигитлеровской коалиции 9 сентября 1944 года, с 14 сентября 1944 года для военнослужащих Болгарской Народной армии началось издание новой, ежедневной двухстраничной армейской газеты «Народна войска».
С 8 декабря 1947 года газета стала еженедельной, объемом 4 страницы.
В 1948 году указом президиума Народного собрания и Совета министров Народной Республики Болгария газета была награждена орденом «9 сентября 1944 года» I степени - за особые заслуги в повышении боевого духа и мобилизации солдат и офицеров Болгарской Народной армии в Отечественной войне 1944 - 1945 гг.. 30 апреля 1952 года газета получила новое название: «Народна армия».
27 мая 1992 года газета изменила название на «Българска армия».

## Описание
Издание содержит новости, материалы о состоянии и деятельности болгарских вооружённых сил, сведения о военной технике, военной науке и военной подготовке войск, событиях военной истории, а также статьи о культуре и спорте.
В разное время с изданием сотрудничали известные болгарские писатели и поэты, среди которых Антон Страшимиров, Елин Пелин, Йордан Йовков, Георги Райчев, Теодор Траянов, Лалю Маринов Пончев (Ламар), Павел Вежинов, Веселин Ханчев и другие.